# AIDC F-CK-1 Ching-kuo
AIDC F-CK-1 Ching-kuo (經國號戰機 - Kinh Quốc hiệu chiến cơ) là một máy bay tiêm kích hạng nhẹ đa năng hai động cơ của Không quân Trung Hoa Dân Quốc. Loại máy bay này mang tên của Tổng thống Trung Hoa Dân Quốc Tưởng Kinh Quốc. Nó bắt đầu hoạt động chính thức vào năm 1994, đã có 131 chiếc máy bay được sản xuất tính đến năm 1999.
Mặc dù tên gọi và thông thường được biết đến là Indigenous Defence Fighter (IDF - Chiến đấu cơ Phòng vệ Tự chế), dự án là một nỗ lực chung giữa các công ty quốc phòng của Đài Loan và Hoa Kỳ, công đoạn lắp ráp cuối cùng được thực hiện bởi Aerospace Industrial Development Corporation (AIDC) (có cơ sở tại Đài Trung, Đài Loan). Chương trình IDF được bắt đầu khi việc mua những máy bay F-20 Tigershark và F-16 của Hoa Kỳ gặp những vấn đề về chính trị.

## Phát triển
Những tìm kiếm ban đầu về một loại máy bay mới thay thế cho những chiếc F-5 và F-104 của Đài Loan bắt đầu với dự án máy bay tiêm kích nội địa có tên gọi XF-6, sau đó đổi tên thành Ưng Dương (鷹揚) vào cuối thập niên 1970. Sau khi Mỹ thiết lập những quan hệ chính thức với Cộng hòa Nhân dân Trung Hoa và kết thúc Hiệp ước Phòng thủ chung với Đài Loan, Tổng thống Tưởng Kinh Quốc đã quyết định mở rộng công nghiệp quốc phòng nội địa vào 28 tháng 8-1980, và đã ra lệnh cho AIDC thiết kế một máy bay tiêm kích đánh chặn tốc độ cao nội địa. Ban đầu không quân Đài Loan (ROCAF) liệt kê dự án XF-6 đứng sau chương trình máy bay cường kích XA-3 Lei Ming, do họ tin tồn tại những nguy cơ mạo hiểm cao đối với dự án XF-6.
Việc ký thông cáo chung Hoa Kỳ-Cộng hòa Nhân dân Trung Hoa năm 1982, đã giới hạn việc mua bán vũ khí của Mỹ đối với Đài Loan, có khả năng kết thúc việc Đài Loan mua được những chiếc F-16 hoặc F-20, do đó bảo việc tiếp tục dự án máy bay tiêm kích nội địa của Đài Loan. Mặc dù tổng thống Mỹ Ronald Reagan miễn cưỡng chấp nhận các kế hoạch của cố vấn về việc xây dựng mối quan hệ với Cộng hòa Nhân dân Trung Hoa nhằm kiềm chế Liên Xô, Reagan quyết định giữ cân bằng thông cáo chung Hoa Kỳ-Cộng hòa Nhân dân Trung Hoa năm 1982 bằng một thỏa thuận "6 điều bảo đảm" với Đài Loan. Thỏa thuận này đã mở cửa cho các công ty quốc phòng của Mỹ chuyển giao và hỗ trợ ngành công nghiệp quốc phòng của Đài Loan một cách lén lút, bao gồm cả dự án IDF.

## Thiết kế

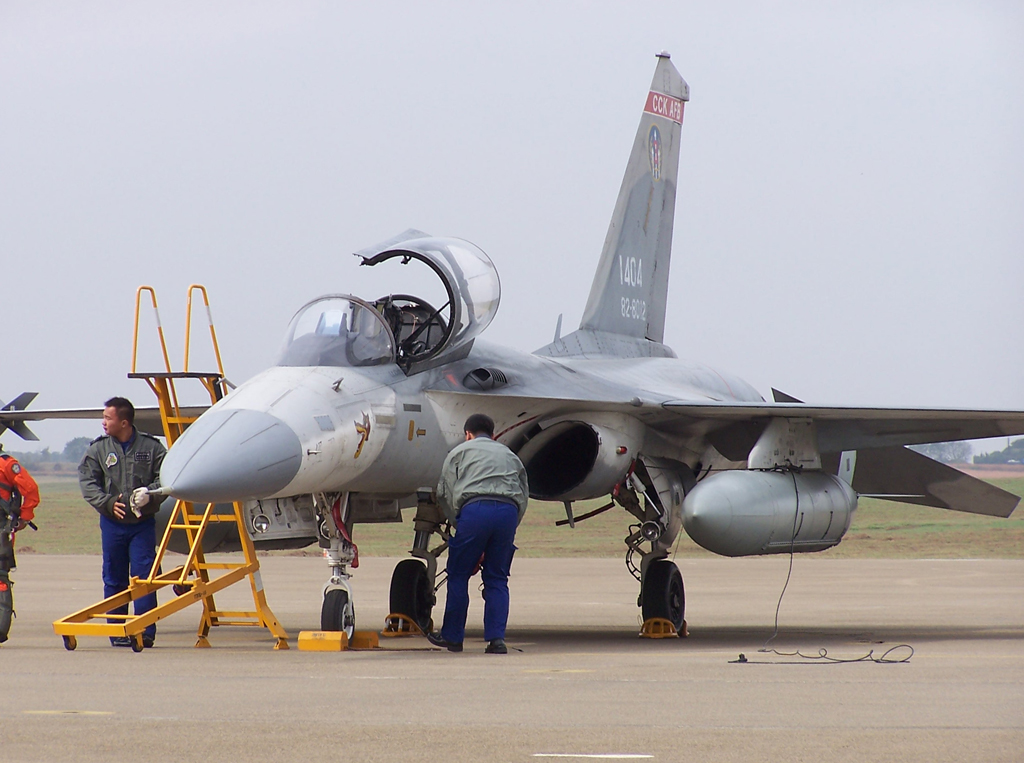
Mẫu tiền sản xuất F-CK-1A.

AIDC chính thức bắt đầu phát triển dự án IDF vào năm 1982, do sự thất bại của không quân Đài Loan (ROCAF) trong việc thu mua những máy bay tiêm kích mới từ Hoa Kỳ trước sức ép ngoại giao của cộng hòa Nhân dân Trung Hoa. Dự án có tên gọi là An Hsiang và được chia ra làm 4 bộ phận vào năm 1983:
- Ưng Dương (鷹揚): Phát triển thân máy bay. Hợp tác với General Dynamics.
- Vân Hán (雲漢): Phát triển động cơ và lực đẩy máy bay. Hợp tác với Garrett (Now Honeywell).
- Thiên Lôi (天雷): Phát triển hệ thống điện tử. Hợp tác với Smiths Industries, một số bộ phận mua trực tiếp từ Lear Astronics (sau này là BAE), Litton (sau này là Northrop Grumman), và Martin-Baker.
- Thiên Kiếm (天劍): Phát triển tên lửa không đối không.

IDF được thiết kế để đối phó với các loại máy bay tiêm kích của Không quân Quân giải phóng Nhân dân Trung Quốc như J-8, J-7, và loại đời mới như J-12, với dự định IDF có hiệu suất ngang với F-16 và Mirage 2000. Nhóm phát triển lực đẩy đã gặp phải những khó khăn lớn trong việc cố gắng phát triển hay tiếp nhận những động cơ phản lực tiên tiến thích hợp. Có những nghiên cứu về việc sử dụng động cơ yếu vì những lý do chính trị hơn là kỹ thuật, tức là Hoa Kỳ không muốn thấy Đài Loan khiêu khích Trung Quốc và như vậy dẫn đến IDF có một "tầm bay không lớn hơn so với F-5E" và "khả năng cường kích không lớn hơn so với F-16". Bất chấp nhiều lý do, nhiều người cho rằng F-CK-1 sẽ có động cơ yếu, có nghĩa là hiệu suất của nó không cùng mức như các máy bay tiêm kích khác của ROCAF (như Block 20 F-16).

### Vân Hán: Nghiên cứu Động cơ
Những động cơ xuất khẩu tiên tiến như General Electric F404 hay Pratt & Whitney F100 không thể bán cho Đài Loan. Cả General Electric J85 và General Electric J79 đều coi như không phù hợp với về hiệu suất, và đa số các công ty sản xuất động cơ của Châu Âu và Mỹ đều từ chối hợp tác với Đài Loan. Đầu tư liên kết với Garrett trở thành một giải pháp thực tế nhất.
Năm 1978, sau thành công của động cơ TFE-731, công ty động cơ Garrett của Mỹ công bố nghiên cứu chung về động cơ đốt nhiên liệu phụ trội TFE-1042 với công ty Volvo Flygmotor AB của Thụy Điển. Động cơ TFE-731 Model 1042 được chào hàng như một động cơ có tỷ lệ đường vòng thấp "động cơ TFE 731 thương mại đã được chứng minh bắt nguồn từ quân đội" và nó đáp ứng "hiệu suất, tin cậy, lợi nhuận từ những máy bay huấn luyện cao cấp và tấn công hạng nhẹ thế hệ tiếp theo", với lực đẩy đạt thường 4260 lbf (18.9 kN) và khi đốt nhiên liệu phụ trội đạt 6790 lbf (30.2 kN). Sau những đàm phán ban đầu, vốn đầu tư sẽ được chia đều giữa Garrett, Volvo, AIDC, và Piaggio của Ý. Sự phát triển gồm có động cơ TFE-1042-6 không đốt nhiên liệu phụ trội cho máy bay cường kích hạng nhẹ và huấn luyện cao cấp, và động cơ TFE-1042-7 cho máy bay AMX và F-5 nâng cấp. AIDC cũng đều nghị nâng cấp TFE-1042-7, tăng lực đẩy lên 8.000 lbf (36 kN) với hai động cơ để cạnh tranh với GE F404. Tuy nhiên dự án JAS 39 Gripen đã quyết định tiếp tục với một động cơ đơn F404, và Piaggio yếu cầu tham gia sau đó do lợi nhuận tài chính. Như vậy chỉ có Garrett và AIDC đã đầu tự vào International Turbine Engine Corporation (ITEC), với hợp đồng được ký năm 1982.
Những nhu cầu động cơ đã thay đổi sau khi vai trò của IDF được chuyển từ một máy bay tiêm kích đánh chặn thành một máy bay tiêm kích chiếm ưu thế trên không vào cuối năm 1982. ITEC đã đổi tên hoàn toàn từ TFE-1042-7 thành TFE-1042-70 - ví dụ, tỷ lệ đường vòng được thay đổi từ 0,84 thành 0,4, và vốn đầu tư tăng từ 1,8 tỷ USD lên thành khoảng 3,2 tỷ USD. Tuy nhiên, để tránh những sức ép từ Cộng hòa Nhân dân Trung Hoa, chính phủ Hoa Kỳ đã yêu cầu mọi công ty Hoa Kỳ hợp tác với Đài Loan trong dự án IDF tiếp tục không được phô trương. Bởi vậy mà việc xem "TFE-1042 đơn thuần là động cơ dân sự TFE-731 với khả năng đốt nhiên liệu phụ trội" chưa bao giờ hoàn toàn bị xóa bỏ.
Năm 1985, xem xét sơ bộ về thiết kế IDF đã phát hiện một số hiệu suất không đáp ứng được nhu cầu đề ra, và người ta đã xác định phải nâng cấp lực đẩy của động cơ thêm 10% là giải pháp đơn giản nhất. Vì những hạn chế giấy phép xuất khẩu từ Hoa Kỳ, ITEC sử dụng FADEC để tăng giới hạn lực đẩy dưới một độ cao nhất định (sự hạn chế không được gỡ bỏ cho đến năm 1990). Dù nâng cấp về bản chất là sử dụng cấu hình của TFE-1088-11, để giảm bớt việc can thiệp chính trị, ITEC đã đổi tên gốc, phiên bản lực đẩy thấp hơn như TFE-1042-X70 và tên gọi TFE-1042-70 được giữ lại cho phiên bản nâng cấp.
Năm 1998, ITEC quyết định đầu tư vào động cơ TFE-1088-12 lực đẩy 12.000 lbf (53 kN), được chỉ định lại tên gọi là TFE-1042-70A vì lý do chính trị. Những nghiên cứu sơ bộ chỉ ra IDF có thể đạt được vận tốc hành trình cao với động cơ mới. Cùng lúc, General Electric quyết định đưa vào thị trường động cơ J101/SF, một phiên bản nhỏ hơn của F404. Tuy nhiên sau khi IDF đặt mua, đơn đặt hàng đã phải dừng nửa chừng do vấn đề về ngân sách, kế hoạch nâng cấp động cơ TFE-1088-12 cũng kết thúc. Từ đó, có nhiều lời đồn rằng AIDC đã hoàn thành động cơ nâng cấp bằng nhưng nghiên cứu riêng, tuy nhiên, ROCAF và AIDC chưa bao giờ chính thức công bố bất kỳ việc nâng cấp động cơ phi đội IDF nào.

### Ưng Dương: Thiết kế hình dáng khí động học
Sự hợp tác giữa AIDC và General Dynamics (GD) được chia thành 4 giai đoạn: 
1. GD phân tích hiệu suất máy bay ROCAF và yêu cầu lực lượng.
2. Đài Loan định giá từ báo cáo của GD và lựa chọn giữa thiết kế gốc của AIDC và thiết kế mới của GD.
3. AIDC gửi nhân sự cho GD để thiết kế sơ bộ.
4. GD gửi trả nhân sự cho Đài Loan để hoàn thành dự án.
Điều này cũng cần phải chú ý là sự giúp đỡ của GD bị giới hạn bởi lệnh hạn chế xuất khẩu vũ khí của Bộ ngoại giao Hoa Kỳ, lệnh này giới hạn công việc của GD với cố vấn thiết kế ban đầu nhưng không được phát triển xa hơn, sản xuất hay tiếp thị.
Nhiều khái niệm thiết kế khung máy bay khác nhau đã được khảo sát (như ống đẩy vec-to 2D của XX-201, cánh tam giáp kép/cánh đuôi kép 401). Sau khi động cơ General Electric J79 chính thức bị hủy bỏ vào năm 1983, 3 cấu hình khác đã được AIDC đề xuất. Cấu hình A tương tự như F-5E. Cấu hình B tương tự Eurofighter Typhoon và Saab Gripen. Cấu hình C tương tự F-15. Cùng lúc, GD đã làm việc song song trên cấu hình G. Dần dần G-4 được lựa chọn, nhưng với nhiều đặc tính kết hợp của C-2. Trong thời gian này, dự án được đặt tên là "Light Weight Defense Fighter" (Máy bay tiêm kích phòng thủ hạng nhẹ). Năm 1985, thiết kế dựa trên cấu hình đã được mở rộng thành thiết kế sơ bộ SE-1. Cuối năm 1985, AIDC quyết định bỏ qua giai đoạn nguyên mẫu và trực tiếp đi thẳng vào giai đoạn Full Scale Development (FSD - Phát triển đúng kích thước), để giảm bớt thời gian và tiết kiệm chi phí. Dự án một lần nữa được đổi tên thành "Indigenous Defense Fighter" (Máy bay tiêm kích nội địa). 4 máy bay FSD đã được chế tạo, với 3 chiếc một chỗ và 1 chiếc hai chỗ.

### Thiên Lôi: Hệ thống điện tử tích hợp
IDF trnag bị với radar xung Doppler multi-mode GD-53 Golden Dragon, về cơ bản là General Electric AN/APG-67 Lưu trữ ngày 25 tháng 5 năm 2011 tại Wayback Machine băng tần X phát triển cho F-20, loại radar này được khẳng định chia sẻ một số thành phần và công nghệ của radar AN/APG-66 trên F-16, và loại radar phỏng theo này sẽ giúp khả năng look-down và shoot-down của GD-53 được tăng cường đáng kể khi so sánh với bản gốc AN/APG-67 Lưu trữ ngày 25 tháng 5 năm 2011 tại Wayback Machine, có tầm hoạt động ngang AN/APG-66. Radar có thể đồng thời theo dõi 10 mục tiêu và tấn công một trong 10 mục tiêu theo dõi với tên lửa không đối không dẫn đường bằng radar bán chủ động. Thiết kế vốn đã hạn chế, vì vậy IDF hớp nhất một hệ thống điều khiển fly-by-wire tự động hoàn toàn dư ba hiện đại. Hệ thống điện tử dựa vào kiến trúc mô-đun với kênh MUX số (bộ dồn kênh số) MIL-STD-1553B dư hai. Hệ thống dẫn đường quán tính Honeywell H423, RHAWS TWS-95, và màn hình hiển thị trước buồng lái Bendix-King đã được lựa chọn. Một số năng lực đã bị trì hoãn hay bỏ qua để đáp ứng yêu cầu hiệu suất, từ hạn chế động cơ dẫn đến quản lý trọng lượng chính xác.

### Thiên Kiếm: Tên lửa R&D
Dự án Tien Chien của CSIST được độc lập hơn, từ khi nó được xem xét bởi một số quan chức để phát triển cho mọi máy bay của ROCAF hơn là duy nhất chỉ là IDF. Tien Chien 1 (TC-1) là một tên lửa tầm nhiệt tầm gần với một hình dạng ngoài tương tự như AIM-9 Sidewinder, trong khi Tien Chien 2 (TC-2) là một tên lửa không chiến ngoài tầm nhìn dẫn đường bằng radar chủ động được tuyên bố cùng lớp với loại AIM-120 AMRAAM.
Cuộc bắn thử nghiệm đầu tiên của TC-1 được thực hiện trên một chiếc F-5E vào tháng 4-1986, với mục tiêu là một máy bay không người lái Beech đã bị phá hủy thành công. Việc sản xuất ban đầu của TC-1 diễn ra vào năm 1989, và nó bắt đầu được trang bị cho các đơn vị vào năm 1991. Cả AIM-9 và TC-1 đều xuất hiện trong hoạt động của IDF. Số lượng sản xuất không được công bố.
Người ta tin rằng CSIST đã hợp tác với Motorola để chế tạo đầu dò tích cực của TC-2, có khả năng dựa trên thiết kế của Motorola đề xuất cho AIM-120 nhưng không được Mỹ lựa chọn. 40 tên lửa TC-2 mẫu tiền sản xuất đã được chế tạo trước năm 1995, và là tên lửa không đối không ngoài tầm nhìn duy nhất của ROCAF/Đài Loan có mặt trong bản kiểm kê trong thời gian diễn ra Cuộc khủng hoảng Tên lửa Eo biển Đài Loan. Trên 210 quả tên lửa TC-2 đã được chế tạo, tuy nhiên tình trạng sản xuất và thời gian biểu không được công bố.

## Các phiên bản

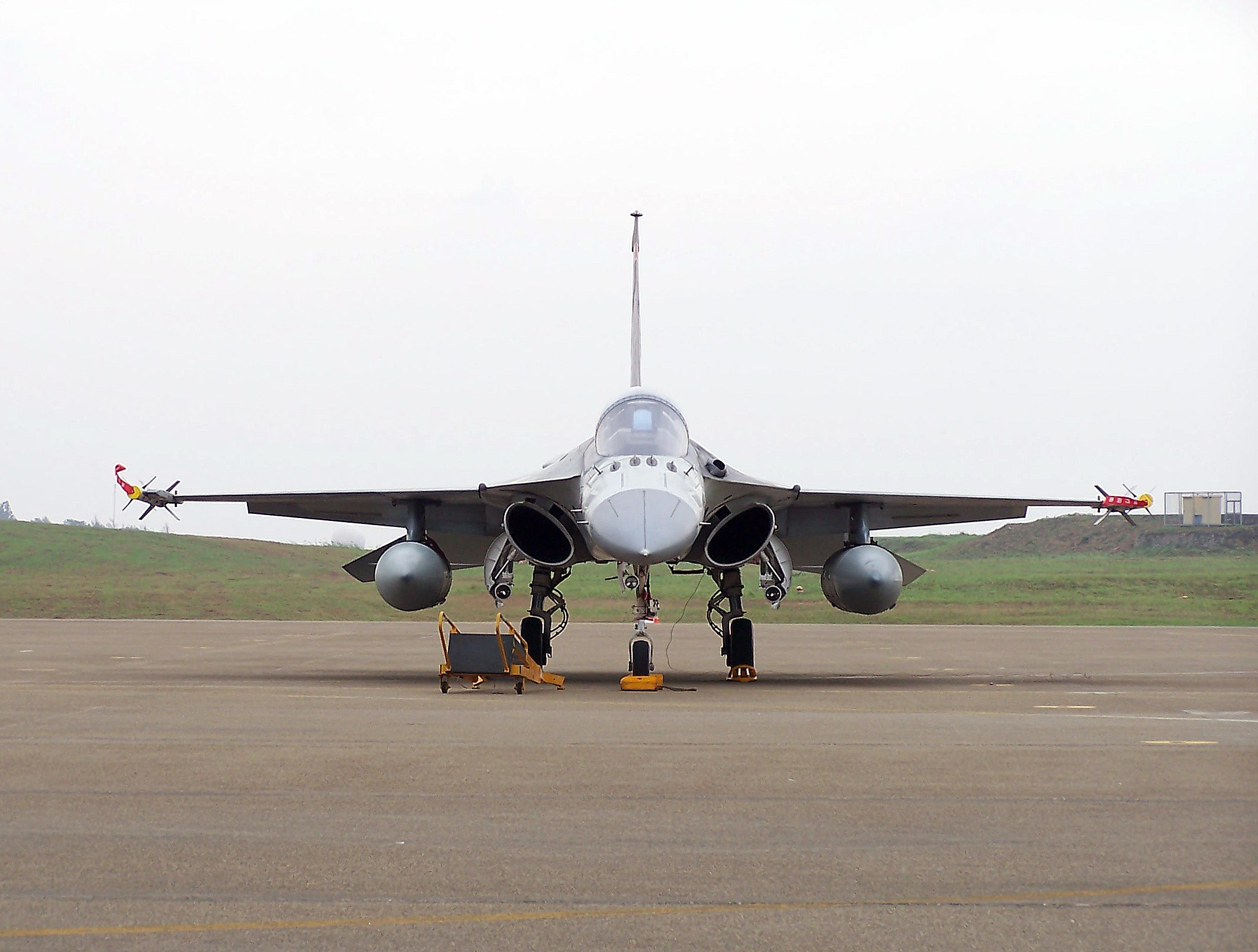
IDF F-CK-1A nhìn phía trước

### F-CK-1 A/BAn Hsiang
Chuyến bay thử thành công đầu tiên của FSD A1 diễn ra vào ngày 28 tháng 5-1989. Mẫu FSD B1 hai chỗ thực hiện chuyến bay đầu tiên vào ngày 10 tháng 7-1990. Việc bắn thử thành công tên lửa không đối không Tien-Chien II (Sky Sword II) diễn ra vào năm 1992, ROCAF thành lập phi đội F-CK-1 đầu tiên vào năm 1993.
ROCAF ban đầu dự định đặt chế tạo 250 máy bay nhưng sau đó giảm xuống còn 130 chiếc năm 1991, do thỏa thuận thu mua 150 chiếc F-16 Block 20 A/B và 60 chiếc Mirage 2000-5E/F của Mỹ và Pháp. Chiếc IDF A/B cuối cùng được sản xuất năm 1999.

### F-CK-1 C/DHsiang Sheng
Bộ quốc phòng quốc gia của Đài Loan (MND) đã công bố bắt đầu vào năm 2001 chính phủ sẽ chi ngân sách cho kế hoạch nâng cấp IDF (bao gồm trong 5 đề xuất của MND nhằm giúp đỡ AIDC). Đây là một phần của kế hoạch 7 năm IDF C/D R&D (FY2001~FY2007), cấp 10 triệu đài tệ (NTD) hàng năm trong tổng cộng ngân sách 70 triệu đài tệ cho cả CSIST và AIDC. Các báo cáo phương tiện truyền thông ban đầu cho biết việc nâng cấp IDF sẽ được gọi là "Joint Countermeasure Platform".
Trong một cuộc phỏng vấn trên tờ Jane's Defence Weekly năm 2006, cựu chủ tịch AIDC Sun Tao-Yu nói rằng hai nguyên mẫu mới đang được sản xuất. Việc nâng cấp này cho phép IDF mang thêm 771 kg nhiên liệu. Ngoài ra, còn bao gồm hệ thống điện tử cải tiến, trang bị khả năng tác chiến điện tử, và hệ thống vũ khí mới. Bộ phận hạ cánh sẽ được gia cố để tăng trọng tải và nhiên liệu, nhưng kế hoạch về khung máy bay tàng hình đã bị bỏ rơi vì mối quan tâm đến trọng lượng. Dự án gồm có 3 phần: 
- 1. Tăng khả năng mang theo tên lửa không chiến ngoài tầm nhìn TC-2 Sky Sword từ 2 lên 4. Mang theo cả tên lửa chống bức xạ TC-2A và bom chùm Wan Chien.
- 2. Nâng cấp máy tính, khả năng đối phó chống gây rối điện tử, hệ thống tác chiến điện tử, hệ thống phân biệt bạn thù tích cực (AIFF) và radar địa hình.
- 3. Thử nghiệm dưới mặt đất và trên không. Nếu chương trình được chấp nhận sẽ lên kế hoạch cho máy bay đi vào hoạt động sớm nhất vào năm 2010.[10][11]

Hợp đồng phát triển cho nâng cấp máy bay điều khiển bay của IDF C/D đã được dành cho BAE vào năm 2002. Máy bay có một máy tính PowerPC 32-bit với bộ xử lý và khả năng tính toán nhanh hơn, khả năng tin cậy cao hơn và hợp nhất tốt hơn với hệ thống điện tử hàng không. AIDC nói rằng việc cải tiến máy tính điều khiển bay sẽ tạo ra một máy bay "an toàn, và hiệu suất cao hơn".
AIDC lên kế hoạch ban đầu sẽ cho nguyên mẫu IDF C/D xuất xưởng trong Ngày quốc khánh Trung Hoa Dân Quốc 10 tháng 10-2006. Tuy nhiên, chuyến bay thử đầu tiên của IDF nâng cấp được thông báo đã thành công hoàn toàn vài ngày trước ngày trong kế hoạch vào đầu tháng 10. Một quyết định sản xuất máy bay chưa được công bố. Nhưng, một số phương tiện truyền thông đã bắt đầu nghiên cứu về sự thất bại của dự án Hsiang Sheng, vì mối quan tâm của ROCAF gần đây trong việc mua máy bay F-16 Block 50/52 và một số quan chức ROCAF tuyên bố dựa án nâng cấp IDF thiếu sự tin cậy. Hiện nay Hoa Kỳ đã ngừng các hợp đồng cung cấp vũ khí đã ký kết với Đài Loan.
Trong thời gian chuyến thăm tới nhà máy Taichung Shalu của AIDC vào 27 tháng 3-2007, tổng thống Trần Thủy Biển đã chứng kiến một chuyến bay thử nghiệm của F-CK-1D, và tuyên bố việc nâng cấp IDF sẽ mang tên Hsiung Ying (Brave Hawk), thể hiện máy bay tiêm kích mới sẽ bảo vệ Đài Loan như Chim ó Có mào.
Kể từ tháng 1-2008, 70 chiếc F-CK-1 A/B sẽ được nâng cấp thành F-CK-1 C/D, theo một số quan chức AIDC và ROCAF, với 2 chiếc đầu tiên nâng cấp thành F-CK-1 C đã trao cho ROCAF vào tháng 12-2007.

### Máy bay huấn luyện phi công tiêm kích đầu vào IDF

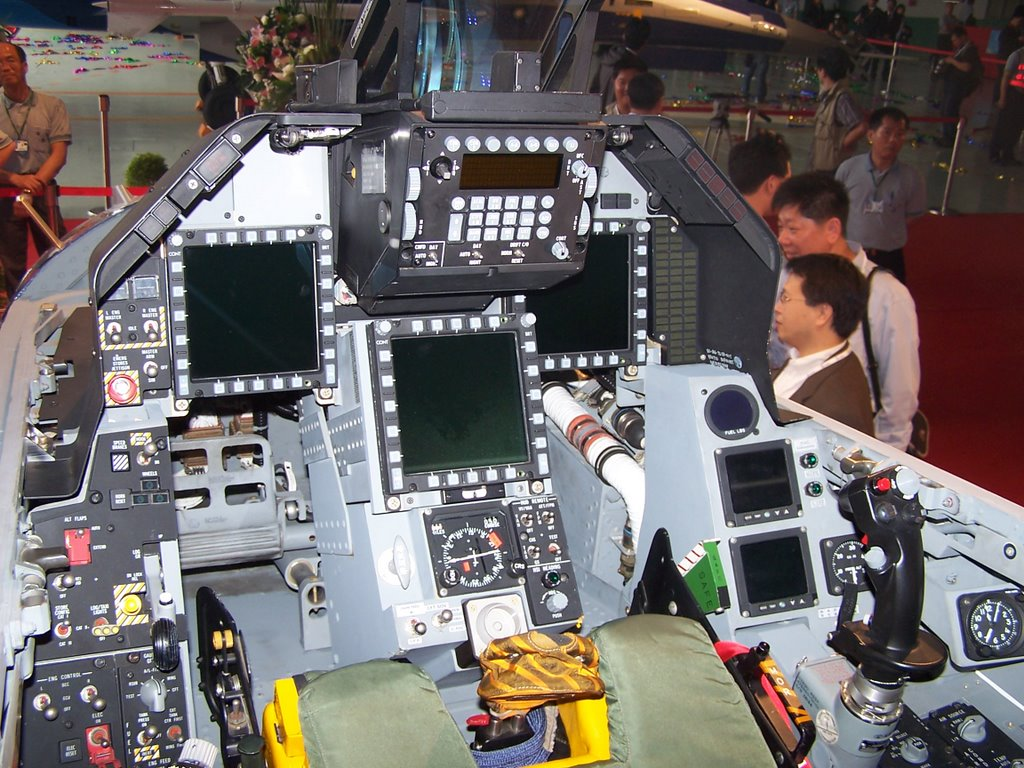
Buồng lái F-CK-1C/D.

Theo các phương tiện truyền thông, khái niệm máy bay huấn luyện AIDC IDF bao gồm loại bỏ radar điều khiển hỏa lực và các hệ thống chiến đấu khác vẫn được duy trì ở khoang điều khiển bay phía sau, vì vậy IDF có thể được sử dụng như một máy bay huấn luyện phi công lái máy bay tiêm kích đầu vào (LIFT). ROCAF có vẻ có sự e dè với khái niệm trên, tuy nhiên, khi nó là IDF LIFT thì có nghĩa là nó sẽ không thể sử dụng trong thời chiến để chiến đấu. Một bức thư của bộ quốc phòng Đài Loan nói rằng: "Đối với những tin đồn của các tờ báo nói về khao khát của AIDC được sử dụng máy bay tiêm kích IDF như một cơ sở cho phát triển huấn luyện siêu âm, nó chỉ là khái niệm trong kế hoạch hoạt động của công ty. Bộ quốc phòng và Không quân hiện nay không có kế hoạch nào như vậy". Bức thư cũng nói rằng vì ngân sách eo hẹp, ROCAF sẽ thay vào đó yêu cầu AIDC tăng tuổi thọ của máy bay huấn luyện AT-3 và tiếp tục sử dụng F-5 trong vai trò LIFT. Năm 2003, cựu chủ tịch AIDC là Huang Jung-Te đã nói rằng AIDC hiện vẫn đang hi vọng ROCAF sẽ xem xét việc sử dụng một phiên bản được đơn giản hóa của IDF cho LIFT, và một khái niệm như vậy có thể chỉ có giá 16 triệu USD so với 19 triệu USD của T-50. Tuy nhiên, F-CK-1 LIFT sửa đổi hay một khái niệm sản xuất mới chưa bao giờ được chính phủ thừa nhận cấp ngân quỹ hay tán thành.
Vào tháng 5-2006, trung tướng Cheng Shih-Yu công bố bộ quốc phòng có lập một kế hoạch cho các máy bay F-5E/F nghỉ hưu vào năm 2010 và cho phép những chiếc IDF hiện đang có sẽ đảm nhiệm các nhiệm vụ huấn luyện. Không có thông tin rõ ràng về việc sửa đổi (nếu có) sẽ được thực hiện đối với những chiếc IDF sau khi chúng trở thành máy bay huấn luyện.
Nó chỉ có giá trị nào đó khi tất cả các phi công ROCAF được lựa chọn và gửi đến Mỹ và Pháp để huấn luyện bay sử dụng F-16 block 20 và Mirage 2000-5 sẽ phải bay với IDF/F-CK-1 ít nhất 6 tháng.

### Máy bay tiêm kích phòng thủ tiên tiến
Có một số khái niệm ban đầu cho những phát triển xa hơn của dự án IDF. Sau phương án cơ bản IDF được hoàn thành, bước tiếp theo đã bao gồm một nâng cấp với các hệ thống được cải tiến, công nghệ mới được áp dụng, và điều chỉnh vật liệu, trọng lượng. Rồi một phiên bản tiến tiếp tiếp theo của IDF có những sửa đổi cấu hình, cải tiến hiệu suất, những kỹ thuật tiên tiến, sử dụng vật liệu mới, và những ứng dụng về vũ khí tiên tiến. Cuối cùng, thiết kế về thế hệ tiếp theo đã xuất hiện. Tuy nhiên, nó có khả năng chỉ tồn tại trên giấy trong các hồ sơ của AIDC.

## Quốc gia sử dụng
- Đài Loan (Đài Loan)
  - Không quân Trung Hoa Dân Quốc - 130 chiếc

## Thông số kỹ thuật (F-CK-1)
Dữ liệu GlobalSecurity.org, Milavia, TaiwanAirPower.org

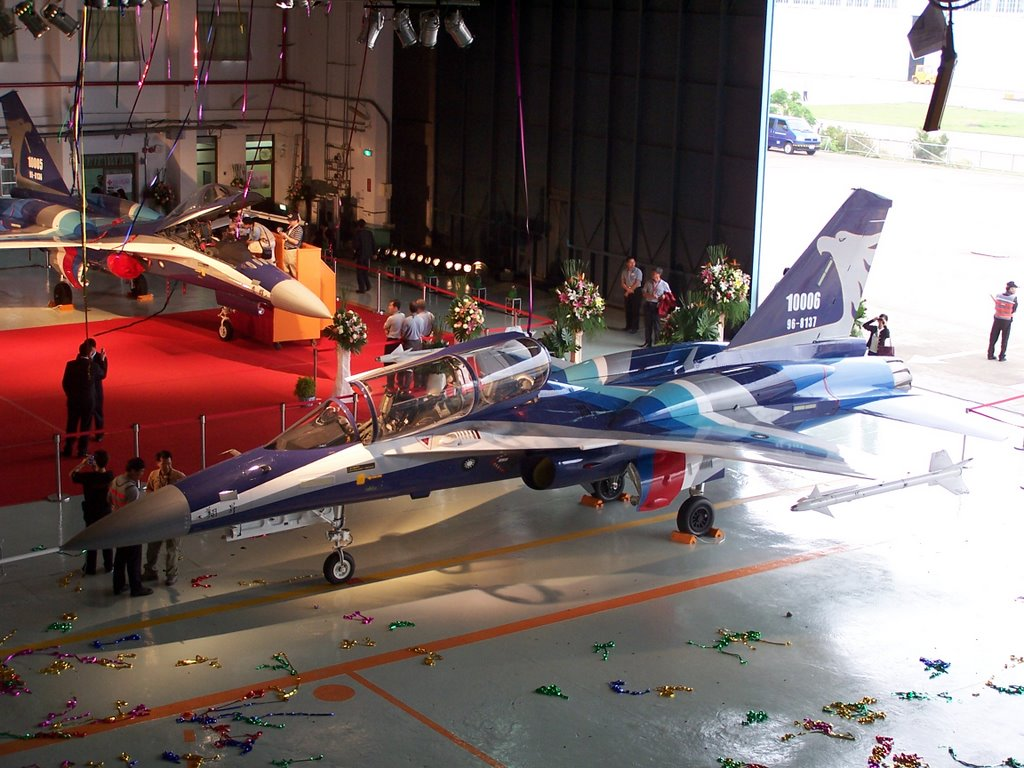
Nguyên mẫu F-CK-1D ("Brave Hawk"), nguyên mẫu F-CK-1C một chỗ trong ngày ra mắt.

### Đặc điểm riêng
- Phi đoàn: 1-2
- Chiều dài: 14,21 m (46 ft 7 in)
- Sải cánh: 9,46 m (31 ft 0 in)
- Chiều cao: 4,42 m (14 ft 6 in)
- Diện tích cánh: 24,2 m² (260 ft²)
- Trọng lượng rỗng: 6.500 kg (14.300 lb)
- Trọng lượng cất cánh: 9.072 kg (20.000 lb)
- Trọng lượng cất cánh tối đa: 12.000 kg (27.000 lb)
- Động cơ: 2× Honeywell F125-70
  - Lực đẩy thường: 27 kN (6.000 lbf) mỗi chiếc
  - Lực đẩy khi đốt nhiên liệu phụ trội: 42 kN (9.500 lbf) mỗi chiếc

### Hiệu suất bay
- Vận tốc cực đại: Mach 1,8
- Tầm bay: 1.100 km (600 nmi, 680 mi)
- Trần bay: 16.800 m (55.000 ft)
- Vận tốc lên cao: n/a
- Lực nâng của cánh: n/a
- Lực đẩy/trọng lượng: n/a

### Vũ khí
- Pháo: 1× pháo tự động 20 mm (0.787 in) M61A1
- Tên lửa:
  - 2× Sky Sword I
  - 2× Sky Sword II
- Bom chùm: Wan Chien

### Hệ thống điện tử
- Radar: 1× GD-53
- Tầm quét hiệu quả:
  - Look down: 39 km (24 mi)
  - Look up: 57 km (35 mi)

## Nội dung liên quan

### Máy bay có cùng sự phát triển
- F-16 Fighting Falcon
- Mitsubishi F-2

### Máy bay có tính năng tương đương
- F-20 Tigershark
- JAS 39 Gripen
- JF-17 Thunder
- Mirage 2000
- Chengdu J-10